# ロシアの戒厳令 (2022年)
ロシアの戒厳令（ロシアのかいげんれい）は、2022年ロシアのウクライナ侵攻下の2022年10月20日（動員の1カ月後）に発せられたものであり、ウラジーミル・プーチン大統領は2つの大統領令を発した（“On the introduction of martial law in the territories of the DPR, LPR, Zaporozhye and Kherson Oblasts”、“On measures taken in the constituent entities of the Russian Federation in connection with Decree of the President of the Russian Federation dated October 19, 2022 No. 756”）。
戒厳令は、ロシアが併合したウクライナ4州には完全に、クリミア半島と国境地域には"medium level of response"、中部と南部の連邦区には"level of high readiness"、その他の連邦主体には"level of basic readiness"が適用される。
当局は、戒厳令の発令下で生命と移動の自由を制限するような手段は計画されていないとしている。
戒厳令は現代ロシアの歴史上で初めて発令された。最後の戒厳令は第二次世界大戦下の1943年5月にソビエト連邦で発令されたものである。

## 背景
10月20日、ロシア国家院は、刑法に戒厳令と戦時の概念を盛り込む改正法案と軍事作戦に関する複数の条文の導入を全会一致で可決した。また、刑法には戒厳令下あるいは戦時中の命令に違反した際の刑罰も導入された。

## 法律行為
主要な法令のパラグラフNo.3には以下のように記述されている。
“If necessary, in the Russian Federation during the period of martial law, other measures provided for by the Federal Constitutional Law of January 30, 2002 No. 1-FKZ “0 martial law” may be applied.

## 反応
大統領令が発せられた直後に、ロシア大統領報道官ドミトリー・ペスコフは国境を閉鎖する計画はないと約束し、ロシア連邦安全保障会議書記ニコライ・パトルシェフは、ロシア当局が移民管理、滞在規則に違反した外国人の責任を強化すると発言した。
モスクワ市長セルゲイ・ソビャーニンは生命と移動の自由を制限する手段を導入する計画はないとし、クルスク州やヴォロネジ州でも同様の声明が発せられた。